# 4936 Butakov
4936 Butakov (1985 UY4) là một tiểu hành tinh vành đai chính được phát hiện ngày 22 tháng 10 năm 1985 bởi Zhuravleva, L. V. ở Nauchnyj.